# Blåskägg
För andra betydelser, se Blåskägg (olika betydelser).
Blåskägg (franska La Barbe-bleue) är en saga av Charles Perrault, upptagen i Gåsmors sagor 1697.
Den handlar om en rik man med blått skägg som varit gift flera gånger. Då han rest bort, öppnade hans hustru ett förbjudet rum och fick där se de tidigare hustrurnas lik ligga i en blodpöl. Hon tappade då Blåskäggs förtrollade guldnyckel, som blev blodig och ej kunde rengöras. Blåskägg såg var hon hade varit, och skulle just döda henne, då hennes bröder anlände, dödade Blåskägg och befriade systern.
Perraults novellartade saga har blivit mycket spridd bland annat genom skillingtryck och har bearbetats dramatiskt bland annat av som drama av Ludwig Tieck,  André Grétry i operan Raoul Barbe-bleue, Emil von Reznicek i operan Ritter Blaubart, Béla Bartók i operan Riddar Blåskäggs borg och av Jacques Offenbach i operetten Riddar Blåskägg. Blåskägg eller "Bluebeard" nämns även i den amerikanska drama/thriller-serien You (säsong 1) då Guinevere Beck har insett att Joe Goldberg är en psykopatisk stalker och mördare.
Man har försökt hitta historiska förebilder till Blåskägg, bland annat den 1440 på bål brände bretonske adelsmannen Gilles de Retz, som i sägnen kallas Blåskägg. Dessa sägner är dock alla yngre och troligen snarare influerade av Perraults saga. Denna har i sin tur hämtat motiv från en äldre och mer fantastisk över hela Europa spridd folksaga där Blåskägg vanligen motsvaras av ett troll. En besläktad folkvisa om kvinnomördaren, som på svenska med titeln Rövaren Rymer finns upptagen i Arvid August Afzelius och Erik Gustaf Geijers Svenska folkvisor, är också spridd över hela Europa. Då skurkens skägg betecknats som blått, brukar det normalt bara betyda att det var djupsvart, men hos Perrault har det bokstavligt tolkats som blått och därmed som något avskräckande och demoniskt. I andra folksagor motsvaras det av grönt skägg, skägg av guld eller liknande. Det förbjudna rummet är också ett i många folksagor återkommande motiv.